# سولار ایمپالس
سولار ایمپالس یا نبض خورشیدی (انگلیسی: Solar Impulse) یک پروژهٔ سوئیسی هواپیمای آزمایشی دوربُرد با انرژی خورشیدی و نیز نام دو هواپیمای این پروژه است. این پروژه که هزینه‌های آن به‌طور خصوصی تأمین می‌شود توسط مهندس و بازرگان سوئیسی «آندره بورشبرگ» و روانشناس و بالونیست سوئیسی «برتکار پیکار» رهبری می‌شود. برتراند پیکارد همچنین هدایت کنندهٔ بریتینگ اوربیتر ۳ بوده‌است؛ نخستین بالونی که بدون توقف در سال ۱۹۹۹ دنیا را دور زد. اهداف پروژهٔ سولار ایمپالس انجام نخستین مسافرت دور دنیا با یک هواپیمای با سرنشین که سوخت آن تنها انرژی خورشیدی است، و جلب توجه بیشتر به فناوری‌های نو و انرژی تجدیدپذیر بود.
این هواپیماها از نوع تک صندلی هستند و نیروی آن‌ها با سلول‌های خورشیدی فتوولتائیک تأمین می‌شود. آن‌ها می‌توانند با همین نیرو از زمین بلند شوند. نمونه‌ای که سولار ایمپالس ۱ نامیده می‌شود به این منظور طراحی شد که تا ۳۶ ساعت در هوا باقی بماند. این هواپیما نخستین پرواز آزمایشی خود را در دسامبر ۲۰۰۹ انجام داد. در ژوئیه ۲۰۱۰ این هواپیما یک پرواز ۲۴ ساعته کامل شامل نه ساعت پرواز شبانه را انجام داد. پیکار و بورشبرگ پروازهای موفقی را با انرژی خورشیدی از سوئیس تا اسپانیا و سپس تا مراکش در سال ۲۰۱۲ به انجام رساندند و در سال ۲۰۱۳ یک پرواز چند مرحله‌ای را از یک سوی ایالات متحده به سوی دیگر آن انجام دادند.
در هواپیمای دوم که در سال ۲۰۱۴ تکمیل شد و سولار ایمپالس ۲ نامیده شد بهبودهایی ایجاد شده و از جمله سلول‌های خورشیدی بیشتر و موتورهای قوی‌تری دارد. در ۹ مارس ۲۰۱۵ پیکار و بورشبرگ سفر به دور زمین با سولار ایمپالس ۲ را با عزیمت از ابو ظبی در امارات متحده عربی آغاز کردند. برنامه این بود که هواپیما پس از یک مسافرت چند مرحله‌ای به دور زمین در اوت ۲۰۱۵ به ابوظبی برگردد. در ژوئن ۲۰۱۵ هواپیما آسیا را طی کرد و در ژوئیه ۲۰۱۵ طولانی‌ترین قسمت سفر خود از ژاپن تا هاوایی را تکمیل کرد. در طول این قسمت از سفر باتری‌های هواپیما آسیب حرارتی دیدند که تعمیر آن‌ها ماه‌ها به طول انجامید. سولار ایمپالس ۲ مسافرت به دور دنیا را در آوریل ۲۰۱۵ از سر گرفت و به کالیفرنیا پرواز کرد. هواپیما مسافرت را تا آنسوی ایالات متحده ادامه داد و در ژوئن ۲۰۱۶ به نیویورک رسید. سپس در همین ماه از اقیانوس اطلس گذشت و به اسپانیا رسید. هواپیما پس از یک توقف در مصر در ۲۶ جولای ۲۰۱۶، ۱۶ ماه پس از ترک ابوظبی و طی حدود ۴۲٫۰۰۰ کیلومتر به این شهر بازگشت.

## توسعه پروژه و تأمین سرمایه
برتراند پیکارد پروژه سولار ایمپالس را در نوامبر ۲۰۰۳ پس از انجام یک بررسی امکان‌پذیری با همکاری مؤسسه پلی تکنیک فدرال لوزان (دانشگاه EPFL) شروع کرد. بنیان‌گذار همکار، آندره بورشبرگ، به عنوان یک مهندس مکانیک کار مدیریت ساخت هواپیماها و آماده‌سازی مأموریت‌های پروازی را انجام داد. در سال ۲۰۰۹ آن‌ها یک تیم ۵۰ نفره از مهندسین و متخصصین فن از رشته‌های متفاوت را از شش کشور جمع کرده بودند که از ۱۰۰ مشاور بیرونی و ۸۰ شریک تکنولوژیک کمک می‌گرفتند.
پشتیبانی مالی این پروژه توسط چند فرد و شرکت خصوصی و نیز دریافت حدود ۶ میلیون فرانک سوئیس (۶٫۴ میلیون دلار آمریکا) از دولت سوئیس انجام می‌گیرد. تأمین کنندگاه مالی خصوصی پروژه شرکت‌های امگا اس آ، سولوی، اشنیدلر، ABB و آقای Peter Diamandis هستند. EPFL، آژانس فضایی اروپا و گروه شرکت‌های داسو دانش فنی و شرکت سان پاور سلول‌های فتوولتائیک پروژه را فراهم کرده‌اند.
پیکارد اعلام کرد کل پروژه از ابتدای آن در سال ۲۰۰۳ تا اواسط ۲۰۱۵ حدود ۱۵۰ میلیون یورو هزینه داشته‌است. در اواخر ۲۰۱۵ او ۲۰ میلیون یوروی دیگر برای ادامه پرواز دور دنیا کمک جمع کرد.

### جدول زمانی
- ۲۰۰۳: مطالعات امکان‌سنجی در مؤسسه پلی تکنیک فدرال لوزان
- ۲۰۰۴–۲۰۰۵: توسعه مفهوم
- ۲۰۰۶: شبیه‌سازی پروازهای طولانی
- ۲۰۰۶–۲۰۰۹: ساخت نخستین نمونه (HB-SIA؛ سولار ایمپالس ۱)
- ۲۰۰۹: نخستین پرواز سولار ایمپالس ۱
- ۲۰۰۹–۲۰۱۱: پروازهای آزمایشی با سرنشین
- ۲۰۱۱–۲۰۱۲: پروازهای آزمایشی بیشتر در اروپا و شمال آفریقا
- ۲۰۱۱–۲۰۱۳: ساخت دومین نمونه (HB-SIB؛ سولار ایمپالس ۲)
- ۲۰۱۳: پرواز قاره‌ای روی ایالات متحده با سولار ایمپالس ۱
- ۲۰۱۴: نخستین پرواز سولار ایمپالس ۲
- ۲۰۱۵–۲۰۱۶: سفر به دور زمین با سولار ایمپالس ۲، انجام شده در ۱۷ مرحله در ۱۶٫۵ ماه